# Угљеник субоксид
Угљеник субоксид (C3O2) је неорганско хемијско једињење, које је откривено 1906. године, а потом лежало у забораву скоро 100 година. У молекулу угљеник субоксида сви атоми се налазе у правој линији и везани су двоструким везама: (O=C=C=C=O). Пред крај 2004, немачки испитивачки тим је објавило рендгенографичка испитивања која доказују да ово једињење заиста постоји.
Температура топљења овог једињења је -107 °C, а температура кључања 6,8 °C. Његова густина је 3,0kg/m³.